# سیارک ۲۰۶۸۹
سیارک ۲۰۶۸۹ (به انگلیسی: 20689 Zhuyuanchen، نامگذاری:1999VF63) بیست هزار و ششصد و هشتاد و نهمین سیارک کشف شده‌است که در ۴ نوامبر ۱۹۹۹ کشف شد.
قدر مطلق سیارک برابر ۲۰٫۴ است.